# It (film din 2017)
IT (denumit și It: Capitolul Unu) este un film de groază american din 2017 regizat de Andy Muschietti, pe baza romanului cu același nume scris de Stephen King în 1986. Scenariul este scris de Chase Palmer, Cary Fukunaga și Gary Dauberman. Filmul spune povestea a șapte copii din Derry, Maine, care sunt terorizați de către It („Pennywise, Clovnul dansator”), pentru ca în final să să-și înfrunte proprii demoni. Romanul a mai fost adaptat cinematografic în trecut, într-o miniserie din 1990.

## Distribuție
- Bill Skarsgård ca Pennywise, o ființă foarte veche, care se hrănește de frica altora; un rău transdimensional care se trezește la fiecare 27 de ani, are capacitatea de a se transforma într-un clovn sau în orice entitate malefică care provoacă teroare.
- Jaeden Lieberher ca Bill Denbrough, liderul clubului Pierzătorilor, care promite să-l răzbune pe fratele său Georgie de monstrul Pennywise, cu ajutorul prietenilor săi. Este îndrăgostit de Beverly.
- Finn Wolfhard ca Richie Tozier, cel mai bun prieten cu ochelari al lui Bill Denbrough. Cea mai mare frică al lui sunt clovnii, acesta fiind motivul pentru care Pennywise nu l-a atacat la început.
- Sophia Lillis ca Beverly Marsh, singura femeie membră a clubului Pierzătorilor, care formează o uniune puternică cu Ben Hanscom. Cea mai mare frică a ei este tatăl său, de la care a suferit abuzuri grave. Este îndrăgostită de Bill.
- Jeremy Ray Taylor ca Ben Hanscom, puștiul cel nou din școală care se alătură Pierzătorilor pentru a lupta împotriva clovnului Pennywise și este îndrăgostit de Beverly Marsh.
- Jack Dylan Grazer ca Eddie Kaspbrak, a fost unul dintre membrii Clubului Pierzătorilor, care a luptat împotriva clovnului Pennywise. Din cauza mamei sale, are paranoi cu bolile.
- Wyatt Oleff ca Stan Uris, evreul grupului. Spre deosebire de carte, unde a ascultat pașii copiilor morți, în film este tormentat de imaginea unei femei pictate în ulei pe o pictură.
- Chosen Jacobs ca Mike Hanlon, un autodidact care retransmite incidentele trecutului în Derry pentru prietenii săi. El a fost, de asemenea, unul dintre membrii Clubului Losers care lupta împotriva clovnului Pennywise. Are un trecut foarte tragic din cauza morții părinților săi.
- Nicholas Hamilton ca Henry Bowers, un tânăr sociopat care conduce Gang-ul Bowers, o bandă de hoți de liceu și terorizează Clubul Pierzătorilor.
- Javier Botet ca leprosul, este una dintre aparențele pe care Pennywise o folosește pentru a-l speria pe Eddie.
- Owen Teague ca Patrick Hockstetter, un psihopat care ține un frigider plin de animale pe care le-a ucis.
- Jackson Robert Scott como Georgie Denbrough, fratele mai mic al lui Bill.
- Stephen Bogaert ca Alvin "Al" Marsh, tatăl abuziv al lui Beverly Marsh.
- Ari Cohen ca Rabbi Uris
- Megan Charpentier ca Gretta Keene
- Steven Williams ca Leroy Hanlon
- Jake Sims ca Reginald "Belch" Huggins
- Logan Thompson ca Victor Criss
- Stuart Hughes ca Oscar "Butch" Bowers
- Cyndy Day ca Farmaceutica Cashier
- Pip Dwyer ca Sharon Denbrough
- Tatum Lee ca Judith